# 433 pr. n. št.
Stoletja: 6. stoletje pr. n. št. - 5. stoletje pr. n. št. - 4. stoletje pr. n. št.
Desetletja: 480. pr. n. št. 470. pr. n. št. 460. pr. n. št. 450. pr. n. št. 440. pr. n. št. - 430. pr. n. št. - 420. pr. n. št. 410. pr. n. št. 400. pr. n. št. 390. pr. n. št. 380. pr. n. št.
Leta: 438 pr. n. št. 437 pr. n. št. 436 pr. n. št. 435 pr. n. št. 434 pr. n. št. - 433 pr. n. št. - 432 pr. n. št. 431 pr. n. št. 430 pr. n. št. 429 pr. n. št. 428 pr. n. št.

## Dogodki
- - konec korintsko-korkirške vojne (od 435 pr. n. št.)